# Naturschutzpolitik
Naturschutzpolitik umfasst alle politischen und strategischen Anstrengungen zur Erhaltung der Biodiversität auf regionaler, nationaler und globaler Ebene.
Eine Besonderheit der Naturschutzpolitik im Vergleich zu anderen Politikbereichen und Themen ist ihre enge und untrennbare Verzahnung mit naturwissenschaftlich gewonnenen, empirischen Erkenntnissen aus der Biodiversitäts- und Naturschutzforschung sowie aus der Klimatologie. Daher ist eine Erfolgskontrolle naturschutzpolitischer Maßnahmen unmittelbar zum Beispiel durch Ermittlung der Aussterberate gegeben.

„Bisher hat sich der Materialismus damit begnügt, die Welt zu verändern; jetzt kommt es darauf an, sie zu erhalten!“

## Situation

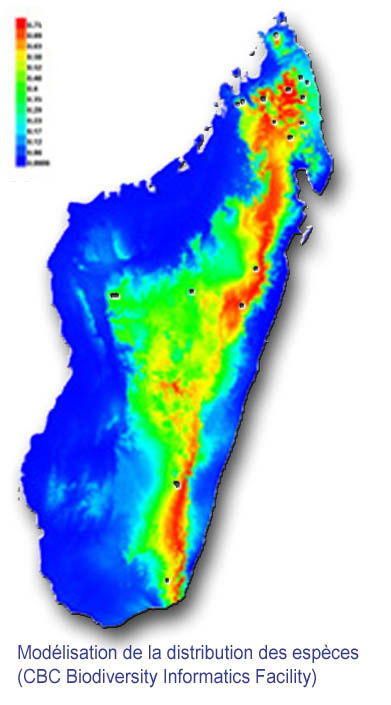
Makroögologische Modellierung der räumlichen Verteilung der Biodiversität auf Madagaskar auf Datengrundlage der NOA und NASA

Durch anthropogene Effekte, hauptsächlich durch direkte Lebensraumzerstörung, flankiert durch die globale Klimaerwärmung werden nach Untersuchungen zum Verschwinden von rund einem Viertel aller 2004 existierenden Tier- und Pflanzenarten bis 2050 führen. Dabei handelt es sich auch um eine Bedrohung für Milliarden von Menschen, die ihren Lebensunterhalt mit der Nutzung der natürlichen Ressourcen bestreiten.

### Abgrenzung Umweltschutzpolitik und Naturschutzpolitik
Naturschutzpolitik hat als höchste Priorität, politisch aktiv zu werden, um die natürliche Entwicklung aller Ökosysteme zu sichern. Sie sieht den Menschen als Nutzer und Teil des Ökosystems, in welchem er lebt. Die Umweltpolitik zielt dagegen auf die Erhaltung der natürlichen Systeme ab, als potentielle oder praktische Ressourcen für deren Nutzung durch den Menschen.
In der Praxis überschneiden sich Umwelt- und Naturschutzthemen und werden in der öffentlichen Debatte meistens in einem Atemzug genannt. Die in der CBD stark diskutierten Ökosystemdienstleistungen und der globale Klimawandel sind sowohl Problematiken der Umweltpolitik wie der angewandten Naturschutzpolitik.

### Situation in Deutschland
Eine Naturschutzpolitik als eigenständiges Politikfeld hat sich bis heute in Deutschland nicht etabliert. Grund hierfür ist eine geringe Priorität von Naturschutzinteressen in der politischen Praxis. Daran konnte auch die politisch relevante Arbeit des jungen Bundesamtes für Naturschutz nichts ändern. Global betrachtet, trägt Deutschland die Verantwortung für eine Reihe endemischer Arten der biogeographischen Regionen in Mitteleuropa.

#### FallbeispielNationalpark Nordschwarzwald
Nach dem Regierungswechsel hin zu Grün-Rot in Baden-Württemberg 2011 wurde die Idee eines Nationalparks im Nordschwarzwald wieder aufgegriffen. Deutlich zeigten sich hier die Interessenskonflikte in einem dicht besiedelten Bundesland. Der genaue Standort im Nordschwarzwald war lange unklar. Die Landesregierung Baden-Württembergs erklärte, sie werde ein Gutachten in Auftrag geben, das die Vor- und Nachteile untersuchen soll. Die Ergebnisse der Studie lagen 2013 vor.

## Entwicklung und theoretischer Hintergrund

### Wichtige internationale Abkommen
- 1971  Ramsar Convention on Wetlands of International Importance
- 1973 Washington Convention on International Trade in Endangered Species of Wild Fauna and Flora: CITES.adopted
- Convention on the Conservation of Migratory Species of Wild Animals
- 1993 Convention on Biological Diversity
- Agreement on Trade-related Aspects of Intellectual Property Rights, Teil der World Trade Organization
- 2000 Cartagena Protocol on Biosafety
- 2001 International Treaty on Plant Genetic Resources for Food and Agriculture
- 2010 Nagoya Protocol on Access to Genetic Resources and the Fair and Equitable Sharing of Benefits Arising from Their Utilization

### Entstehung des Naturschutzgedankens
Die Entwicklung der Naturschutzpolitik ist eng verknüpft mit der Entwicklung des Naturschutzes generell. Alexander von Humboldt prägte den Begriff des Naturdenkmals und implizierte damit schon 1799 eine Forderung zur Erhaltung wertvoller Naturobjekte. 1836 wurde ein Teil des Drachenfelses durch die preußische Regierung erworben, um einen weiteren Abbau des Berges zu verhindern. Dies wird häufig als Einrichtung des ersten Naturschutzgebietes in Deutschland angesehen und war auch ein Akt, der heute als ordnungspolitische Maßnahme angesehen würde. Formal wurde das Gebiet jedoch erst 1922 unter Schutz gestellt. Mit dem Schutzgebiet sollte zunächst vor allem der landschaftliche Reiz und der märchenhafte Charme erhalten werden und nicht primär der Lebensraum von Tieren.
Um die Wende vom 19. zum 20. Jahrhundert kam immer mehr die Forderung auf, Naturschutz nicht auf kleinere Flächen zu beschränken oder sich nur um den Schutz einzelner Artengruppen, etwa den Vögeln, zu widmen, sondern Landschaften ganzheitlich zu betrachten und zu schützen. Dies führte auch zu konkreten politischen Forderungen. International entstanden zahlreiche Naturreservate, für die Konzepte entwickelt wurden, die letztendlich Vorläufer der modernen Landschaftspflege waren. Vielfach wurden die Bemühungen zur Ausweisung von Naturreservaten von Vereinen vorangebracht und unterstützt, die sich in dieser Zeit bildeten.

### Formalisierung des Naturschutzes im Nationalsozialismus
Mit dem Nationalsozialismus in Deutschland begann 1933 die Gleichschaltung der Naturschutzverbände und der Ausschluss der jüdischen Mitglieder aus den Vereinen. Umfassende gesetzliche Neuregelungen des NS-Regimes in den Jahren 1933 bis 1935 im Bereich des Natur- und Umweltschutzes, allen voran das Reichsnaturschutzgesetz (RNG), regelten erstmals den Ausgleich nach privaten Eingriffen und führten neben den Naturschutzgebieten die schwächer geschützten Landschaftsschutzgebiete als neue Kategorie ein. Die sogenannten Ausgleichsregelungen sind bis heute ein fester Bestandteil der Naturschutzgesetzgebung der Bundesrepublik und gehen von dem Gedanken aus, dass Natur substituierbar ist. Ausgenommen von der strikten Gesetzgebung waren jedoch staatliche Großvorhaben wie verkehrstechnische oder militärische Eingriffe. Institutionell unterstellte man den Naturschutz mit der 1936 eingerichteten „Reichsstelle“ dem Reichsforstamt unter Hermann Göring. Ideologisch wurde der Naturschutz mit einem völkischen Heimat-Begriff, dem Bestreben nach Autarkie sowie mit einer Blut-und-Boden-Ideologie verknüpft, die in der Landschaftsplanung in Osteuropa nach dem Generalplan Ost ihre deutlichen Ausprägungen fanden.
In der Praxis hielt das NS-Regime sich nicht an den erstmals gesetzlich vorgezeichneten Weg eines umfassenden Naturschutzes. Nach der Übernahme der Verantwortung für die Erfüllung des Vierjahresplanes durch Hermann Göring wurde die Autarkiepolitik über den Naturschutz gestellt. Man betrieb vielerorts eine Naturzerstörung, zum Beispiel Melioration, Autobahnbau, Intensivierung der Waldnutzung, Bau von Industrieanlagen und militärischen Anlagen (siehe auch Aufrüstung der Wehrmacht). Die vom Arbeitsdienst betriebene Kultivierung von Ödland wurde von vielen Naturschützern kritisiert, jedoch gab es dazu keine politische Handhabe.

### Umwelt- und Naturschutzbewegung der 1970er und 1980er Jahre
In den 1970er und 1980er Jahren formierte sich eine Ökologiebewegung in Deutschland, die sowohl von der studentischen sozialrevolutionären Bewegung der 68er wie auch aus der sogenannten Flower-Power-Bewegung aus den USA beeinflusst wurde. Umweltschutzthemen, die Anti-Atombewegung und die Friedensbewegung bildeten in der Begründung und Ideologie große Schnittmengen mit einer neuen Naturschutzbewegung. Direkt aus der amerikanischen Friedensbewegung kamen die Aktivisten des Don’t Make a Wave Committee, welche im September 1971 den von John Cormack befehligten Fischkutter Phyllis Cormack charterten mit der Absicht, den angesetzten zweiten Atomtest zu stören und die Zündung von Atombomben im Pazifik zu verhindern. Das Schiff wurde in Greenpeace umbenannt und setzte die Segel in Richtung des Testgeländes nach Amchitka. Doch die US Coast Guard fing die Phyllis Cormack ab und zwang sie, zum Hafen zurückzukehren. Auf ihrer Rückkehr nach Alaska erfuhr die Mannschaft, dass in allen größeren Städten Kanadas Proteste stattgefunden und die USA den zweiten unterirdischen Test auf den November verschoben hatten. Später änderte auch die Organisation ihren Namen in „Greenpeace“.
Vor allem lokale Vereine setzten sich in Deutschland für die Erhaltung wichtiger Lebensräume ein. In Schleswig-Holstein wurde in den 1970er Jahren die Schutzstation Wattenmeer gegründet, die für die Ausweisung des ersten deutschen Wattennationalparks, des Nationalparks Schleswig-Holsteinisches Wattenmeer, kämpfte. Im Deutschen Bund für Vogelschutz (heute NABU) formierte sich in der DBV-Jugend mit ihrem Sprecher Jochen Flasbarth Anfang der 1980er Jahre eine stark naturschutzpolitisch arbeitende Bewegung. Diesen Strömungen war gemein, dass sie den Naturschutz politisierten und von einer stärker den Heimatschutz betonenden Ausrichtung zu einer stärker wissenschaftlich ausgerichteten Begründung führten (Einführung des Begriffs „Ökosystem“).
Vordenker in dieser Zeit waren unter anderen der Schriftsteller Carl Amery mit seinem Buch Natur als Politik (1985), Hubert Weinzierl und Hubert Weiger (beide BUND). In Westdeutschland war folgende politische Überlegung sehr wirkungsvoll: Nicht nur die arbeitenden Menschen, sondern auch die Natur wurde als durch die industrielle Wirtschaftsweise bedroht angesehen.
Die DDR-Umwelt- und Naturschutzbewegung hatte kaum Möglichkeit, politisch gegen Großprojekte vorzugehen, die zur Naturzerstörung führten. Der DDR-Sozialismus bezeichnete Umweltprobleme als „Überbleibsel des Kapitalismus“, die es deshalb offiziell nur im Westen gab, und machte „Ökologie“ zum Tabuthema. Insofern galt allein schon das Aufgreifen des Themas als Kritik.

## Instrumente und Maßnahmen
Seit Anfang der 1960er Jahre setzte sich die Erkenntnis durch, dass die Bewahrung von Natur und biologischer Vielfalt nicht nur durch den „guten Willen“, sondern auch mit geeigneten Instrumenten in der Politik und im Umweltrecht geschehen sollte. Seitdem wurden weltweit eine Reihe von internationalen Vertragswerken und Übereinkommen in unterschiedlichen Naturschutzbereichen geschlossen. Nichtregierungsorganisationen entwickelten sich mit fachlichen Positionen und politischer Lobbyarbeit zu zunehmend relevanten Einflussgrößen auf naturschutzrelevante Strategien, Gesetze, Politiken und aktuelle Diskussionen.
Fachlich naturwissenschaftliche Grundlagen stellte die sich ursprünglich aus dem angelsächsischen Bereich entwickelnde Naturschutzbiologie (Conservation Biology) zur Verfügung, mit zunehmendem Einfluss seit Mitte der 1970er Jahre.

### International
Das wichtigste und einzige umfassende internationale Vertragswerk zum Schutz der Natur ist derzeit die Biodiversitätskonvention (offiziell Übereinkommen über die biologische Vielfalt, englisch Convention on Biological Diversity, CBD). Das Bundesamt für Naturschutz bezeichnete 2010 die CBD „als internationales Schlüsselinstrument für die Erhaltung, die nachhaltige Nutzung sowie die Sicherstellung eines angemessenen Zugangs zu und des gerechten Vorteilsausgleich aus der Nutzung der biologischen Ressourcen der Erde.“
Die Konvention ist ein auf der Konferenz der Vereinten Nationen zu Umwelt und Entwicklung (UNCED) 1992 in Rio de Janeiro ausgehandeltes internationales Umwelt-Vertragswerk. Sie hat inzwischen 193 Vertragspartner und wurde von 168 Staaten sowie der EU unterzeichnet. Die Konvention hat die drei wesentlichen und offiziell gleichrangigen Ziele: Schutz der biologischen Vielfalt, die nachhaltige Nutzung ihrer Bestandteile und Zugangsregelung und gerechter Ausgleich von Vorteilen, welche aus der Nutzung genetischer Ressourcen entstehen (Access and Benefit Sharing, ABS). In der Konvention ist Biodiversität definiert als die Vielfalt der Ökosysteme, die Artenvielfalt und auch genetische Vielfalt innerhalb einzelner Arten.
Wichtige Elemente der Biodiversitätskonvention sind die Identifizierung und Überwachung der Biodiversität (Monitoring) und der direkte Schutz der Biodiversität sowohl in situ, also im Ökosystem, und ex situ z. B. in entsprechenden Einrichtungen zur Speicherung von Saatgut (Genbanken) und Zoos. Ein weiteres Element ist die aktive Naturschutzforschung sowie Bildung und Öffentlichkeitsarbeit. Ein in den letzten Jahren zunehmend diskutierter und professionalisierter Aspekt ist die sogenannte „Inwertsetzung der genetischen Ressourcen“ sowie der Bereich von Technologietransfer, wissenschaftlicher Zusammenarbeit und Informationsaustausch.
2000 wurde das Cartagena-Protokoll beschlossen und trat 2003 in Kraft. 2010 verabschiedete die CBD das noch nicht in Kraft getretene Nagoya-Protokoll. Damit existieren zwei völkerrechtlich verbindliche Abkommen, mit denen die Ziele der Konvention umgesetzt werden sollen. Während das Cartagena-Protokoll den grenzüberschreitenden Verkehr von gentechnisch veränderten Organismen regelt, etabliert das Nagoya-Protokoll einen rechtlich verbindlichen Rahmen für den Zugang zu genetischen Ressourcen und gerechten Vorteilsausgleich.
Weniger öffentliche Beachtung fand die Potsdamer Initiative. 2007 beschlossen die Umweltminister der G8-Staaten und die Minister aus den Schwellenländern ein Aktionsprogramm gegen den globalen Artenschwund. Diese Initiative zeigte in der praktischen Politik keine weitere Wirkung und mündete nicht in ein rechtsverbindliches Vertragswerk.
Immer wichtiger wird der Naturschutzanteil innerhalb der Entwicklungspolitik und Entwicklungszusammenarbeit. Neuere Ansätze des Naturschutzes gehen davon aus, dass der Schutz von Lebensräumen oder speziellen Pflanzen und Tierarten nur zu erreichen ist, wenn die Bevölkerung in die Schutzaktivitäten maßgeblich einbezogen wird. Da ein Großteil weltweiter Biodiversität sich in Entwicklungs- und Schwellenländern befindet, spielen diese Regionen bei den globalen Schutzanstrengungen eine besonders große Rolle. Auf internationaler Ebene fordern die Entwicklungs- und Schwellenländer, am Zugang ihrer biologischen Ressourcen (Samenbanken etc.) und dem daraus erzielten Mehrwert teilzuhaben (Access and Benefit Sharing). Aus den Schutzinteressen westlicher Staaten und den unmittelbaren ökonomischen Interessen der lokalen Bevölkerung erwachsen oft Konflikte. Meist versuchen die Akteure, alternative Erwerbsquellen für die Bevölkerung aufzubauen (Ökotourismus etc.).

### Europa
Auf EU-Ebene wurde 1992 das Netzwerk Natura 2000 geschaffen, das großflächig zum Biotop- und Artenschutz beitragen soll. Natura 2000 bildet das Kernstück der europäischen Naturschutzpolitik und wurde zum Gradmesser der Mitgliedsstaaten, wie ernsthaft sie den Schutz der Natur tatsächlich vorantreiben. Aufgrund des Netzwerkes sollen langfristig 10 bis 15 Prozent der EU-Fläche unter Schutz gestellt werden. Auch in Deutschland müssen die darunter zusammengefasste Vogelschutz-Richtlinie und Fauna-Flora-Habitat-Richtlinie durch die Bundesländer und das Bundesamt für Naturschutz (BfN) umgesetzt werden.
Die EU-Meeresstrategie-Rahmenrichtlinie wurde 2008 beschlossen, um die europäischen Meere bis 2020 in einen guten Umweltzustand zu versetzen oder diesen zu erhalten. Zum Stand 2011 wurde der Gesetzentwurf in den Mitgliedsstaaten rechtlich eingebettet. In Deutschland ist das Bundesamt für Naturschutz mit der Umsetzung betraut.

### Deutschland
Die Bundesregierung verabschiedete im November 2007 eine umfassende nationale Biodiversitätsstrategie zur Umsetzung der CBD in der BRD.
Das deutsche Naturschutzrecht wandelte sich mit dem zunehmenden Einfluss von EU-Richtlinien. Das Vorhaben, alle umweltrelevanten Gesetze in einem einzigen umfassenden Umweltgesetzbuch zusammenzufassen, scheiterte Ende der 2010er Jahre. Die Novellierung des Bundesnaturschutzgesetzes dagegen stand 2011 kurz vor dem Abschluss.
Spürbare Auswirkungen auf den Naturschutz haben laut BUND außerdem das Umweltschadensgesetz und die Novelle des Baugesetzbuchs 2011.

## Akteure

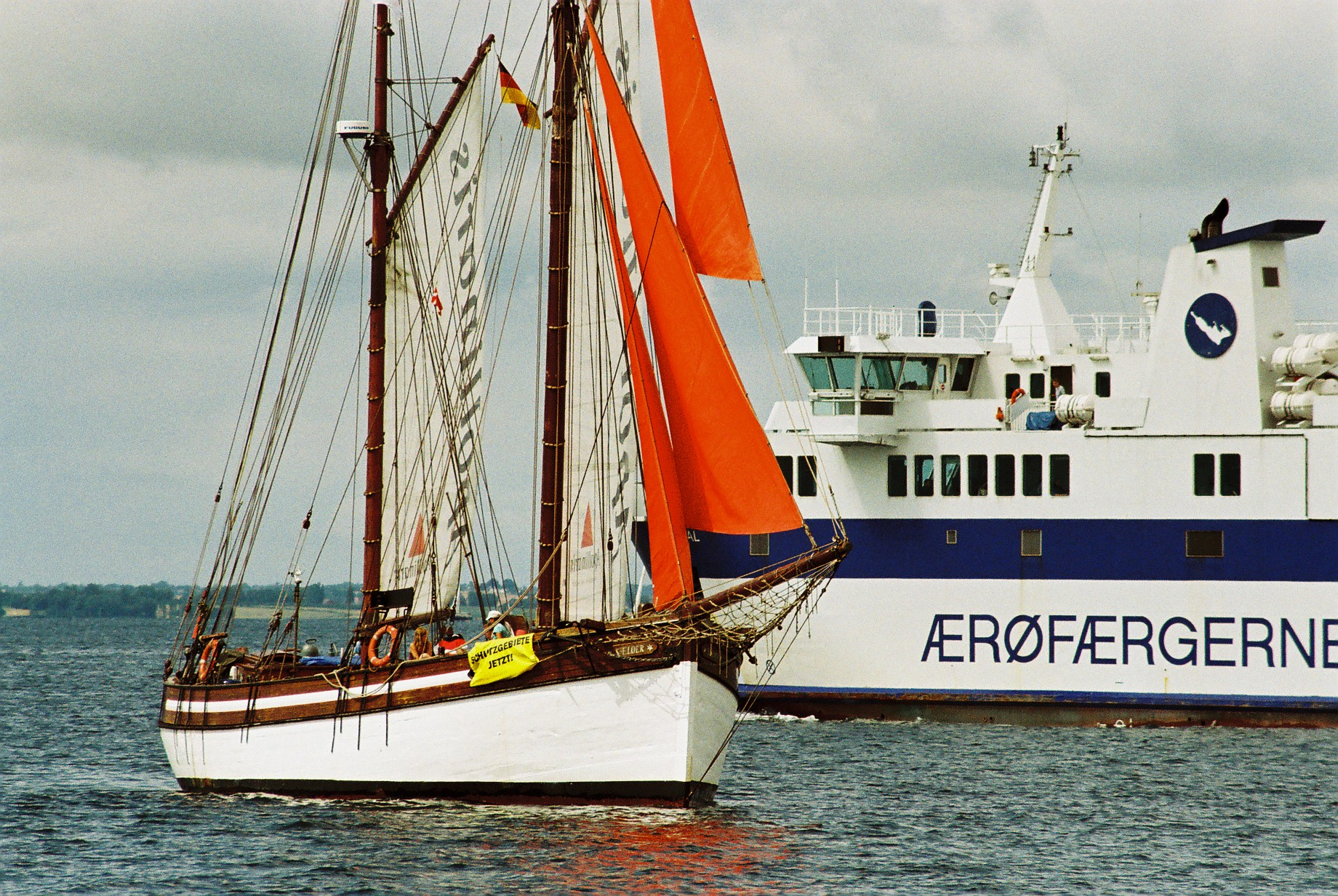
Aktionsschiff der Meeresschutzaktion Habitat Mare der NAJU und Fältbiologerna zum Schutz der Ostsee vor Langeland (2007)

### International
Weltweit setzt sich die Internationale Naturschutzunion IUCN für die Belange des Biodiversitätsschutzes ein. Gerade Problemfelder, die nationalstaatliche Grenzen überschreiten, wie fast alle naturgebundenen Arten- und Landschaftsschutzmaßnahmen, erfordern transnationales und teilweise internationales Engagement. Besonders wichtig ist das für wandernde Tierarten und den Meeresschutz. Nichtregierungsorganisationen versuchen mit Lobbyarbeit und politischer Vertretung auf nationale und internationale Gesetzgebung Einfluss zu nehmen. International zählen hier zu den bedeutendsten Organisationen und Netzwerken der World Wide Fund for Nature (WWF), Birdlife International, Conservation International, Greenpeace und Friends of the Earth.

### Deutschland

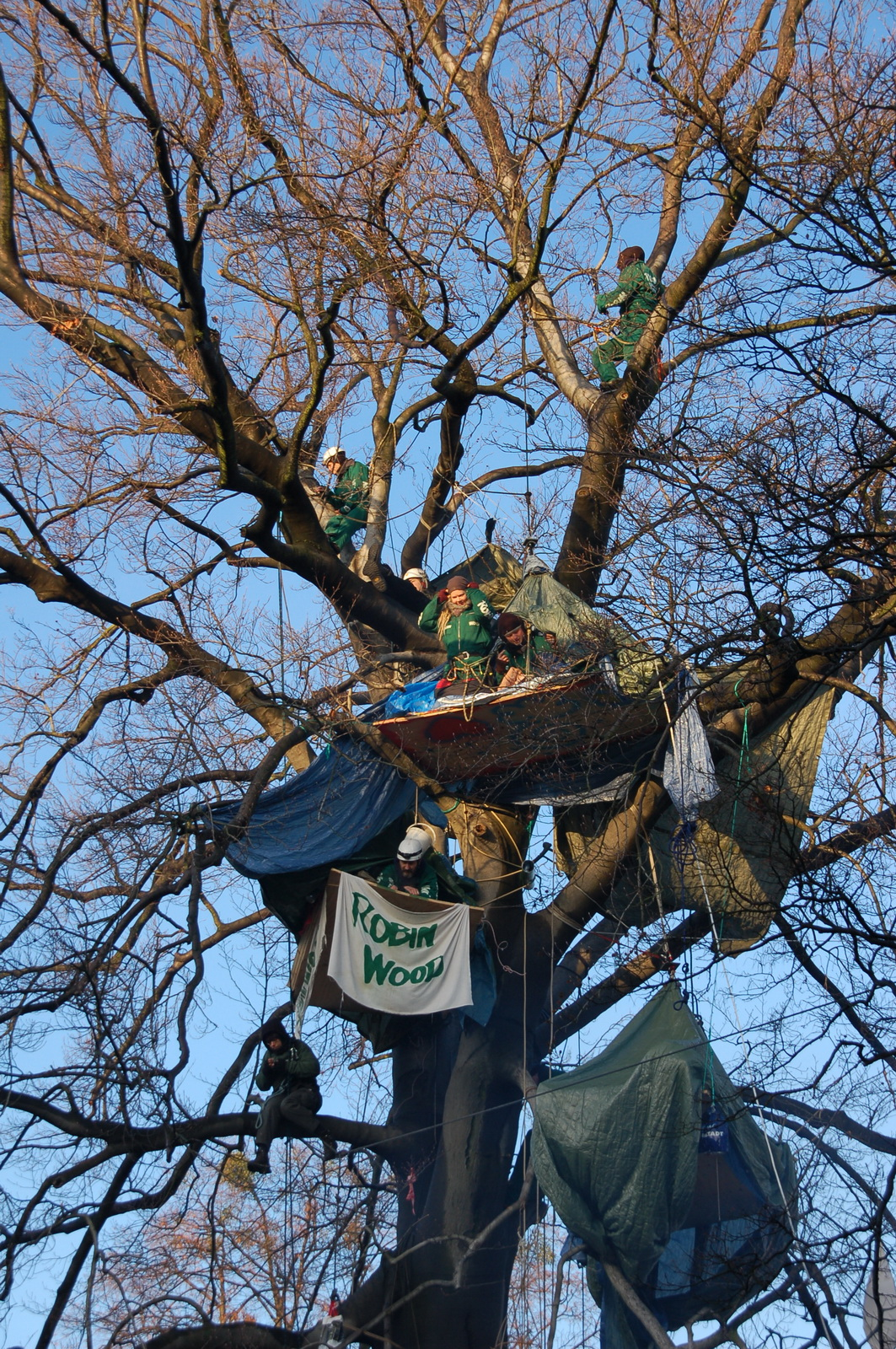
Robin-Wood-Aktivisten und Plattformen in der Buche

In Deutschland gliedern sich die Akteure der Naturschutzpolitik in die Positionen der Parteien und Regierungen zu Naturschutzthemen, den Positionen der staatlichen Behörden und der Arbeit der unabhängigen Nichtregierungsorganisationen.

#### Parteien und Regierungen
Meist wird Naturschutzpolitik von den Parteien im Querschnittsfeld Umweltpolitik mitbehandelt.
Auf der Ebene der Bundesländer wird anhand der Dichte von Nationalparks und Schutzgebieten mit höheren Schutzstatus die Prioritätensetzung der Landespolitik deutlich.

#### Behörden
Bedeutendste staatliche Naturschutzbehörde in Deutschland ist das Bundesamt für Naturschutz. Es ist dem Bundesumweltministerium zugeordnet und ausführende Behörde. Dennoch trägt das BfN mit seinen Präsidenten zu Schwerpunktsetzungen innerhalb der deutschen Naturschutzpolitik bei. Schließlich hält das BfN eine Fülle an Experten und Ressourcen aus allen Bereichen des Naturschutzes vor. Seit der Öffnung des „eisernen Vorhangs“ Anfang der 1990er Jahre engagiert sich das Bundesamt für Naturschutz (BfN) zunehmend auf internationaler Ebene, speziell in Osteuropa und Zentralasien.

#### Nichtregierungsorganisationen
Der Deutsche Naturschutzring (DNR) ist der Dachverband der in Deutschland tätigen Umwelt- und Naturschutzverbände. Er wurde 1950 gegründet und stellte 2010 mit 94 Mitgliedsverbänden mit zusammen mehr als fünf Millionen Einzelmitgliedschaften die größte Interessenvertretung des Naturschutzes in Deutschland dar. Neben klassischen Naturschutzverbänden wie BUND und NABU gehören auch Organisationen wie der Deutsche Alpenverein, der Deutsche Wanderverband und der Deutsche Tierschutzbund, aber auch zahlreiche kleine Vereine zum DNR. Der Dachverband betreibt umweltpolitische Koordinations- (nach innen) und Lobbyarbeit (nach außen) – die Berliner Geschäftsstelle tut dies auf der Bundesebene, die EU-Koordination auf europäischer Ebene. Kritiker des Umwelt-Dachverbandes bemängeln allerdings, der DNR sei zu schwerfällig und durch innerverbandliche Hierarchie, die thematisch breitgefächerten Mitgliedsorganisationen und Bürokratie sowie den Verbandsegoismus der großen Mitgliedsverbände wie BUND und NABU gelähmt. In Deutschland wichtige Naturschutz-NGOs wie Greenpeace und WWF sind nicht Mitglied des DNR. Kritiker werfen dem DNR teilweise eine zu große Staatsnähe vor, da Politiker und mit der Wirtschaft verbundene Personen das Präsidium dominierten (Natur- und Umweltschutz: Daten und Hintergründe, S. 90–99). Diese Kritik hatte 2009 zu einem innerverbandlichen Klärungsprozess geführt und seit der Bundestagswahl 2009 wahrt das Präsidium inzwischen einen stärkeren Abstand zu Politik und Wirtschaft.
Die Naturschutzverbände Bund für Umwelt- und Naturschutz Deutschland und Naturschutzbund Deutschland wirken mit Öffentlichkeitskampagnen und Lobbyarbeit in Berlin auf die Umweltgesetzgebung ein. Der NABU entwickelte sich nach der Wende 1990 – Zusammenschluss mit dem Ost-Partnerverband und der damit verbundenen Namensumbenennung – zu einem multithematischen und politischen Naturschutzverband. Dieser Prozess wurde vor allem unter dem Vorsitzenden Jochen Flasbarth forciert. Während der Vorgängerverband, der Deutsche Bund für Vogelschutz, ein fast ausschließlicher Fachverband für ornithologische Fragen war, weitete der neugeschaffene NABU seine Arbeit auf Umweltthemen im weiteren Sinne und das Engagement in gesellschaftlichen und politischen Debatten aus. Der Verband besetzt zunehmend weitere Politikfelder, wie den Klimaschutz, die internationale Meerespolitik, den ökologischen Landbau u. a.

## Perspektiven

### Deutschland
Globale Entwicklungen wirken sich auf die gesellschaftlichen Prioritäten im 21. Jahrhundert aus. Tiefgreifende Zäsuren und gesellschaftliche Brüche durch Massenarbeitslosigkeit, schwindende Sozialsysteme, Unterfinanzierung der öffentlichen Hand und eine zunehmende Individualisierung weiter Bevölkerungsteile sieht der Geograph K.-H. Erdmann als Hintergrund, vor dem über die Position des Naturschutzes in der Zukunft diskutiert werden muss.

## Europa
De facto hinken fast alle europäischen Staaten hinter den Vorgaben zur Umsetzung der Natura-2000-Richtlinie hinterher.
Durch die EU-Osterweiterung wird die EU-Naturschutzpolitik vor eine große Herausforderung gestellt. Die jungen Mitgliedstaaten Bulgarien und Rumänien sowie die Länder des Balkans beherbergen eine Fülle an Landschaften und Tier- und Pflanzenarten, die vor allem aufgrund der industriellen Landwirtschaft im restlichen Europa zerstört wurden. Verschiedene Forschungs- und Entwicklungsprogramme versuchen mit verschiedenen Ansätzen die aufholende Entwicklung im ländlichen Raum nachhaltig, d. h. auch im Sinne des Artenschutzes zu gestalten.

## Publikationen
Zeitschriften
- politische ökologie des oekom verlages
- Natur und Landschaft Monatszeitschrift des BfN

Fachartikel
- William M. Adams, Jon Hutton: People, Parks and Poverty: Political Ecology and Biodiversity Conservation. In: Conservat & Society. Band 5, Nr. 2, 2007, S. 147–183 (conservationandsociety.org – Umfassende Darstellung der Problemfelder zwischen internationalem Naturschutz, Armutsbekämpfung und Menschenrechten).
- K. Boehning-Gaese u. a.: Schutzgebiete Deutschlands im Klimawandel – Risiken und  Handlungsoptionen (Memento vom 8. September 2017 im Internet Archive; PDF; 180 KB), NaBiV Heft 129, BfN, 2007.

Bücher
- Michael E. Kraft: Environmental policy and politics. 2015, ISBN 978-0-205-74537-1.

- K.-H. Erdmann, Th. J. Mager (Hrsg.): Innovative Ansätze zum Schutz der Natur. Visionen für die Zukunft. Springer Verlag, Berlin / Heidelberg 2000, ISBN 3-540-66667-2.
- Josef H. Reichholf: Ende der Artenvielfalt? Gefährdung und Vernichtung der Biodiversität. Herausgegeben von Klaus Wiegand. Fischer-Taschenbuch-Verlag, Frankfurt am Main 2008, ISBN 978-3-596-17665-6 (Fischer 17665).
- Bruno Streit: Was ist Biodiversität? Erforschung, Schutz und Wert biologischer Vielfalt. (= Beck’sche Reihe 2417). C.H. Beck, München 2007, ISBN 978-3-406-53617-5.